# Гора Бірув
Бірув (461 м) — скелястий пагорб, розташований на Ченстоховській височині в селі Подзамче поблизу міста Огродзенець. З пагорба відкривається панорамний вигляд на околиці, зокрема: замок Огродзенець, який розташований на сусідній Янівський Горі, найвищий пагорб Краківсько-Ченстоховської височини — скелю Чубатка, а також Замок в Смолені та пагорб Сухий Полець. 
Бірув має плоску вершину, яка оточена скельними урвищами. Завдяки таким природним особливостям місцевості, пагорб мав дуже хороші оборонні властивості і був місцем поселення для багатьох культур. Розкопки, здійсені археологами засвідчили, що пагорб був заселений людьми вже наприкінці неоліту. Археологи знайшли також свідчення того, що тут мешкали представники лужицької культури. Сліди свідчать про те, що їх поселення, можливо було здобуте скіфами. Пізніше пагорб був заселений у пізньоримський період (II — V ст. н. е.), а також у пізньому середньовіччі. 
Археологи знайшли на пагорі залишки дерев’яного городища, яке датується ймовірно кінцем XIII століття та було спалене у першій половині XIV століття під час битв Владислава І Локетка з чехами. У 2007—2008 роках городище було знову відбудоване і відкрите для відвідування як одна з туристичних пам'яток.  

## Альпінізм
Скелі на горі Бірув є привабливим місцем для альпіністів. Тут є декілька десятків маршрутів скелелазіння, оснащених постійним страхуванням. При цьому переважають маршрути з високим рівнем складності.  
Північні скельні стіни Гори Бірув є також місцем, яке часто відвідують спелеологи, використовуючи їх для практикування мотузкових технік.

## Фотогалерея

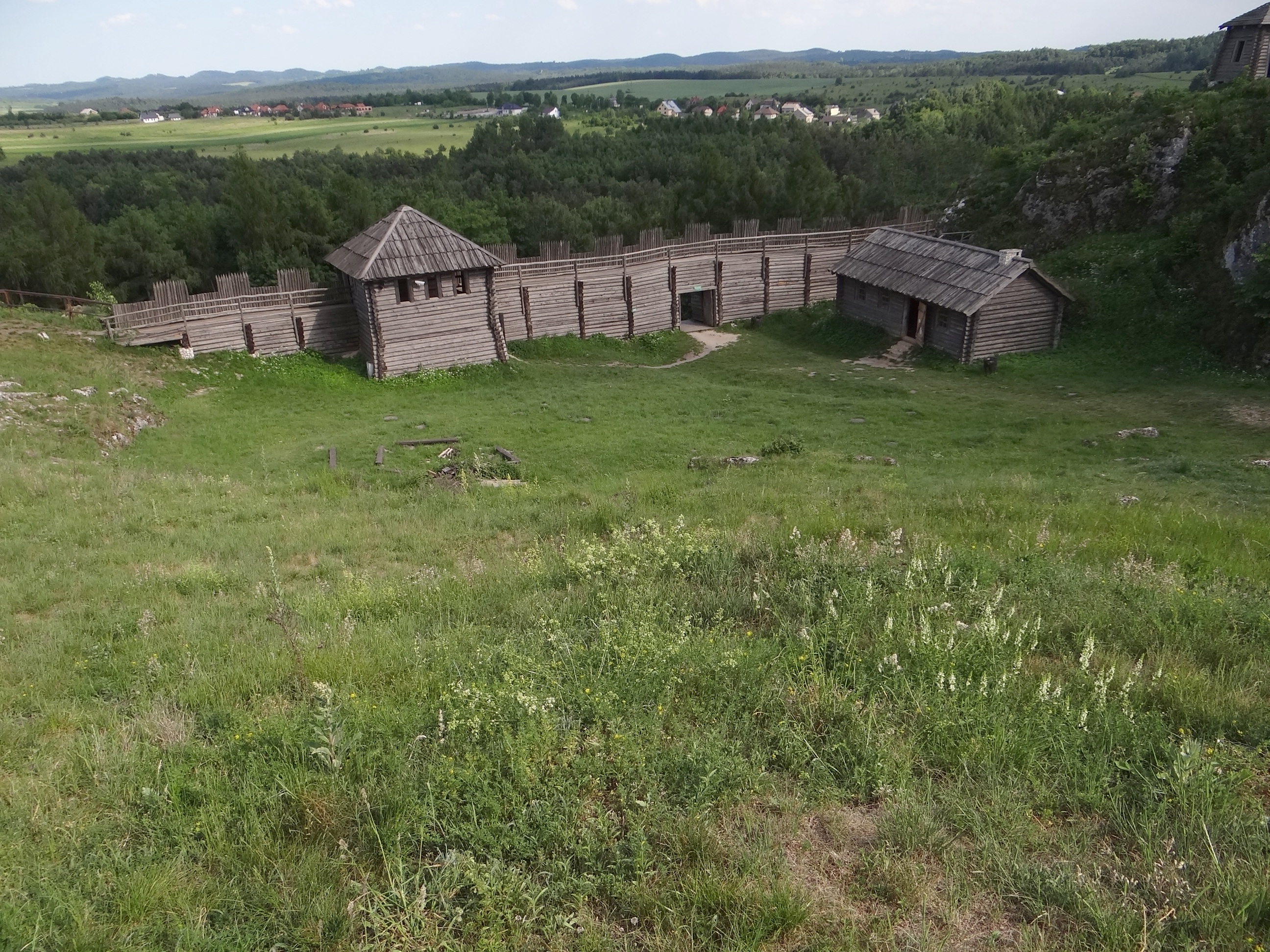
Реконструкція городища на Горі Бірув
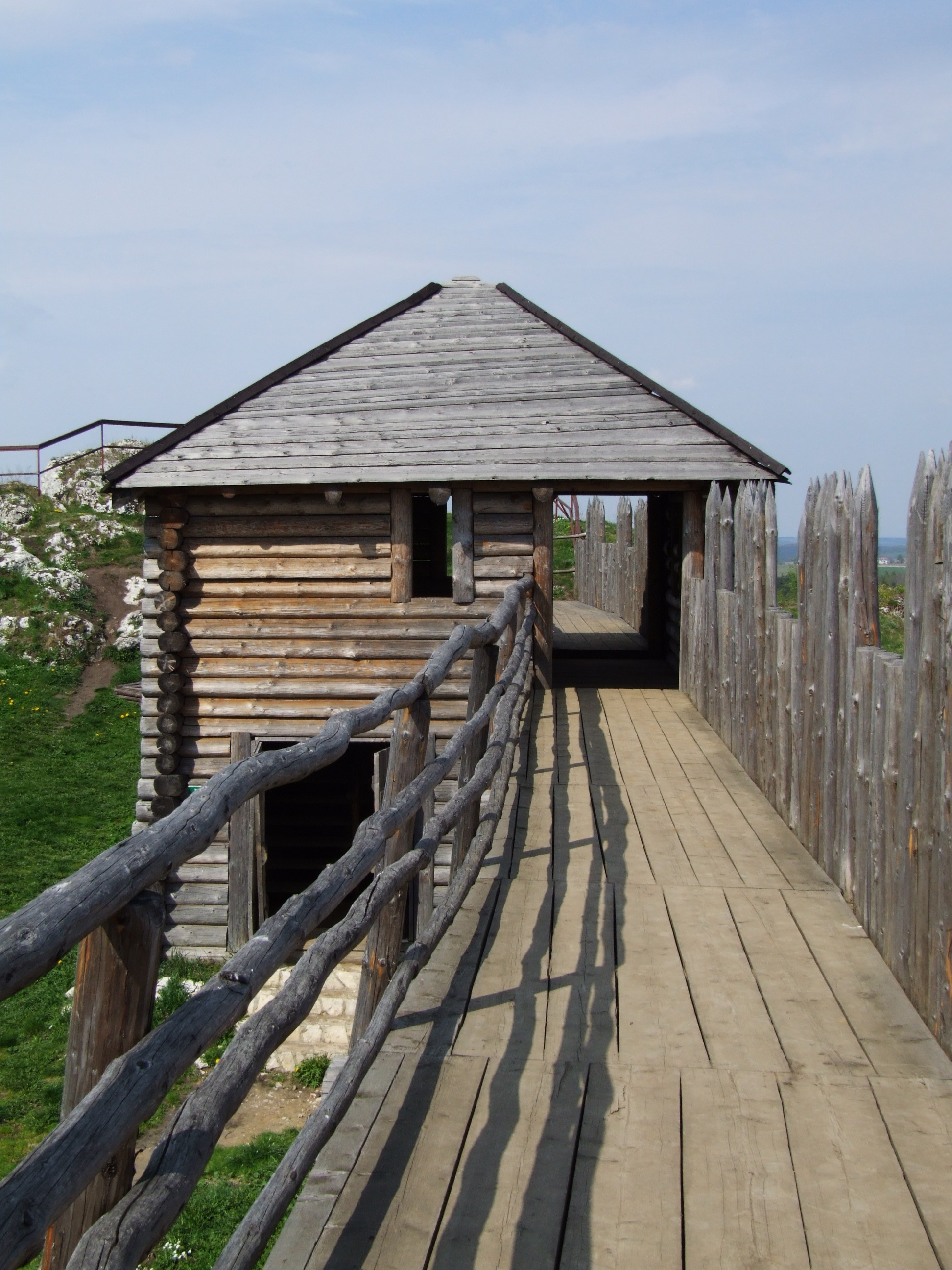
Реконструйовані мури городища
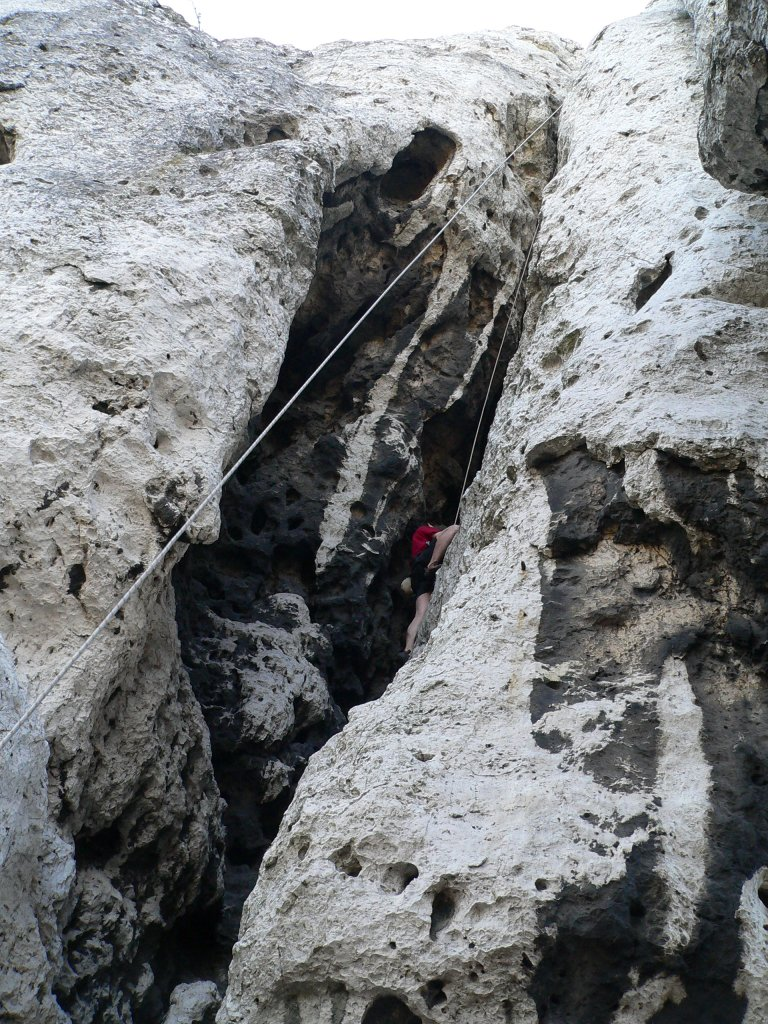
Скалелазіння в Комині Курсантів на Горі Бірув
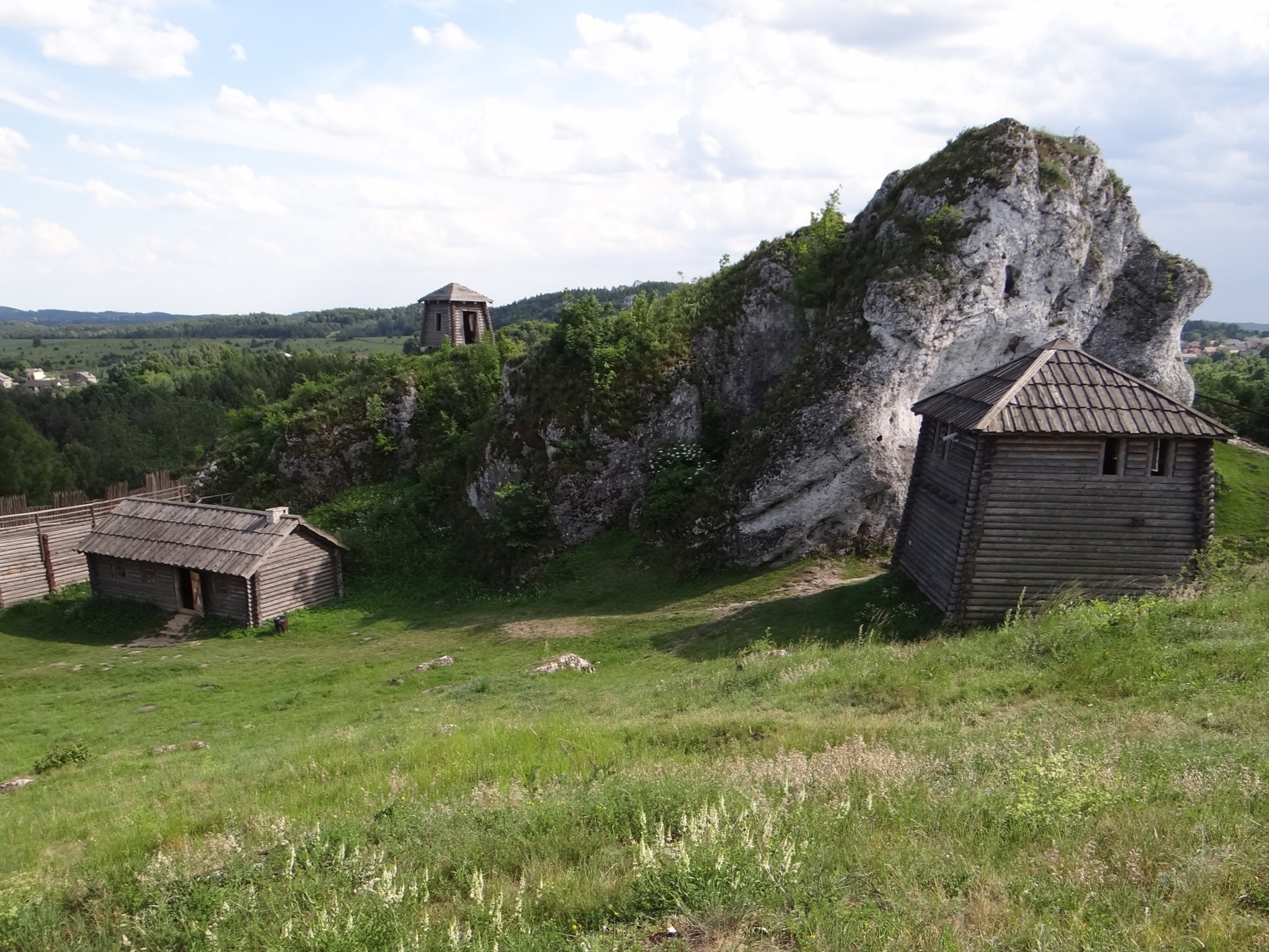
Скелі на пагорбі
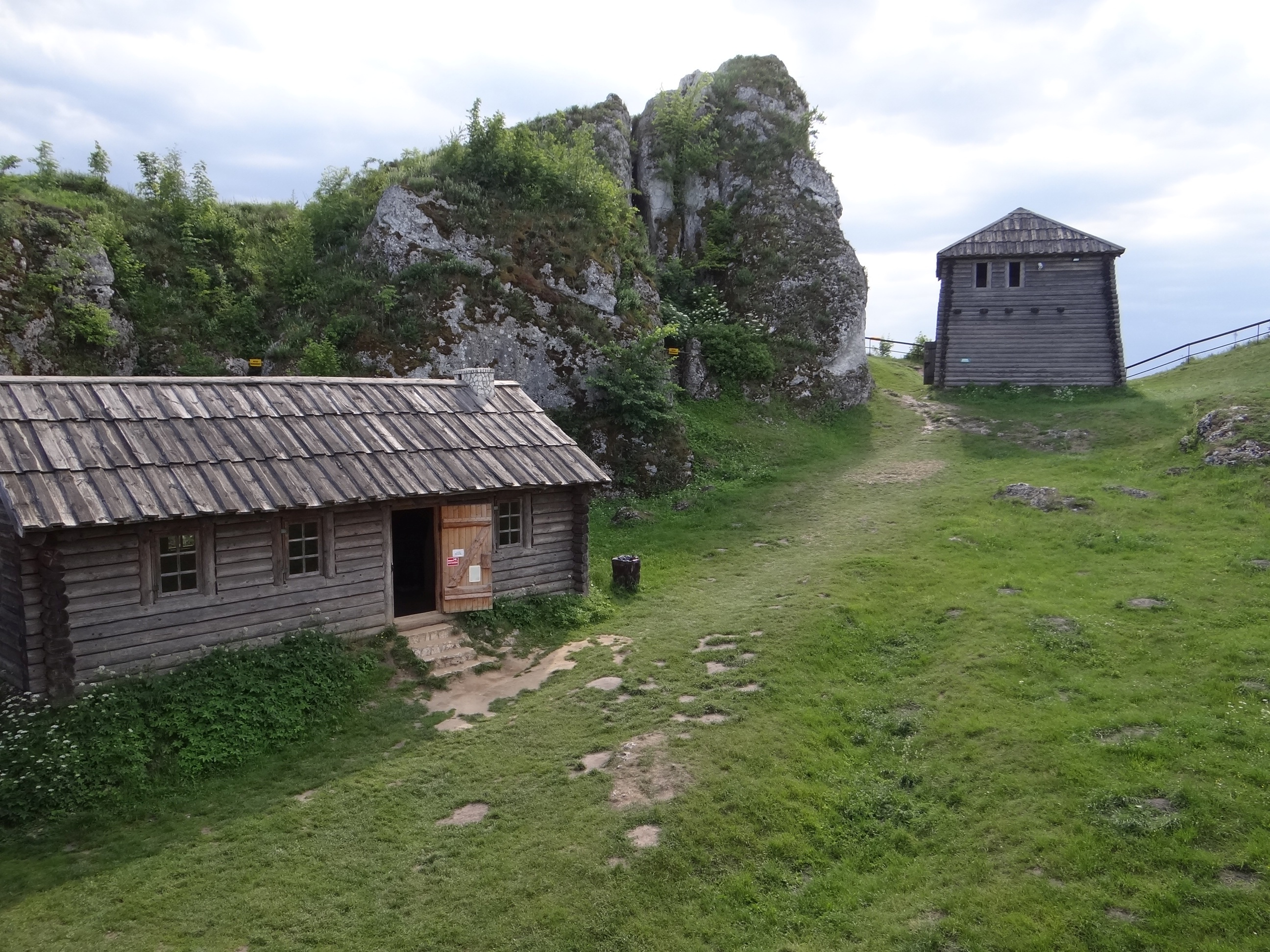
Фрагмент реконструкції городища